# Rosa cymosa
Rosa cymosa — вид рослин з родини розових (Rosaceae); поширений у Китаї, Тайвані, Лаосі, В'єтнамі.

## Опис
Кущі вічнозелені, виткі, 2–5 м. Гілочки голі або запушені. Колючки розсіяні, гачкуваті, до 6 мм, плоскі, поступово звужуються до широкої основи. Листки включно з ніжкою 5–10 см; прилистки вільні, лінійні, край цілий, верхівка загострена; ніжка й ребро листка голі або запушені, часто розсіяно колючі, зрідка залозисто запушені; листочків 3–5, рідко 7, яйцювато-ланцетні або еліптичні, 2.5–6 × 0.8–2.5 см, обидві поверхні гладкі, низ дрібно-волосистий вздовж серединної жилки або обидві поверхні щільно дрібно-волосисті, верх блискучий; основа субокругла, край гостро дрібнозубчастий, вершина загострена. Квітки численні у складених щиткових китицях; чашолистків 5, листопадні, яйцюваті, знизу ± гладкі, зверху розсіяно біло запушені, край часто перисто-лопатевий, верхівка загострена; пелюстків 5, запашні, білі або жовті, обернено-яйцюваті, основа клиноподібна, верхівка трохи вдавлена на кінчику. Плоди шипшини червоні, чорні, пурпурові або чорно-коричневі, кулясті, 4–7 мм у діаметрі.
Період цвітіння: травень — червень. Період плодоношення: липень — листопад.

## Поширення
Поширений у Китаї, Тайвані, Лаосі, В'єтнамі.
Населяє пагорби, відкриті схили, береги потоків, узбіччя доріг; висота зростання: 200–1800 м.